# Етнічність
Етнічність, етнічна приналежність — поняття, яке в сучасній науці заміщає поняття «етнос», як певну категорію, що позначає існування окремих етнічних груп чи ідентичностей. Це концептуалізація поняття «етносу».
Поняття етносу припускає існування гомогенних, функціональних і статичних характеристик, які відрізняють одну групу від інших, що володіють іншим набором подібних характеристик.
Серед учених також немає однозгідності щодо поняття етнічності, але деякі базові характеристики, властиві для всіх спільнот, дозволяють вважати їх етнічними або говорити про присутність етнічності як такої. До їх числа відносяться:
1. наявність уявлень, що їх поділяють члени групи, про спільне територіальне й історичне походження, єдиної мови, спільних рис матеріальної та духовної культури;
2. політично оформлені уявлення про батьківщину й особливі інститути, як, наприклад, державність, що також можуть вважатися частиною того, що складає уявлення про народ;
3. почуття окремішності, тобто усвідомлення членами групи своєї приналежності до неї, — і основані на цьому форми солідарності і спільні дії.

Виходячи з вищесказаного, під поняттям «народ» у розумінні етнічної спільності розуміється група людей, члени якої мають спільну назву й елементи культури, дорожать міфом (версією) про спільне походження і спільну історичну пам'ять, асоціюють себе з певною територією і мають почуття солідарності.
Як правило, етнічна ідентичність формується й існує в контексті соціального досвіду і процесу, з якими ідентифікують себе люди, або ідентифікуються іншими, як члени певної етнічної групи. З точки зору внутрішньогрупової, ідентичність групи ґрунтується на комплексі культурних рис, якими члени однієї групи відрізняють себе від усіх інших груп, — навіть якщо вони в культурному плані дуже близькі. Відмінності, що їх вони можуть знаходити стосовно інших, звичайно досить певні і багаторівневі, тоді як зовнішні уявлення про групу мають тенденцію до генералізації і стереотипічних критеріїв при визначенні характеристик групи. Так, наприклад, більшість фахівців і просто громадян Болівії вважають індіанців-аймара, які мешкають у країні, як одну етнічну групу, у той час, як самі представники підгруп аймара в різних регіонах Болівії не вважають себе родинними іншим аборигенним групам, які говорять на тій самій мові. Цигани в різних країнах світу відрізняють себе не тільки від нециган, але і від інших груп циган. Евенки, які мешкають в Росії і Китаї, вважаються немовби єдиним народом, але самі евенки усвідомлюють насамперед свою приналежність до різних локальних груп. Таким чином, у внутрішніх і зовнішніх визначеннях того, що складає етнічну групу (народ), присутні як об'єктивні, так і суб'єктивні критерії. І часто буває, що кревна спорідненість або інші об'єктивні критерії не грають визначальної ролі. Етнічна реальність припускає існування соціальних маркерів як визнаних засобів диференціації груп, що співіснують у ширшому полі соціальної взаємодії. Ці розпізнавальні маркери утворяться на різній основі, включаючи фізичний вигляд, географічне походження, господарську спеціалізацію, релігію, мову і навіть такі зовнішні риси, як одяг або їжа.